# Zigarettenfabrik Temeswar

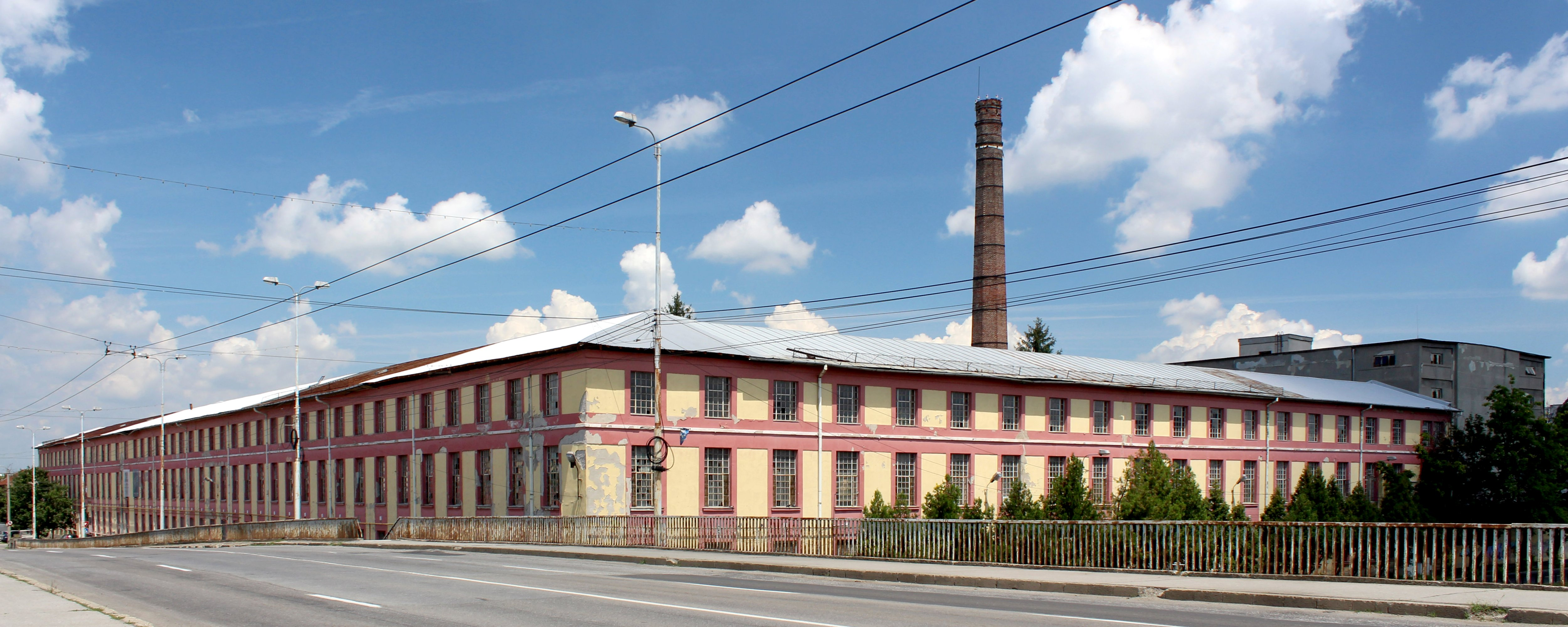
Zigarettenfabrik in Timișoara

Die Zigarettenfabrik Temeswar (volkstümlich: Tabakfabrik in der Josefstadt, rumänisch Fabrica de țigări Timișoara, auch Fabrica de tutun din Iosefin, ungarisch Dohánygyár Temesvár) war eine Fabrik zur Herstellung von Tabakprodukten in der westrumänischen Stadt Timișoara (deutsch Temeswar). Das heute unter Denkmalschutz stehende Fabrikgebäude befindet sich in der Strada Pop de Băsești Nr. 2 im IV. Bezirk Iosefin (deutsch Josefstadt) auf der rechten Seite der Bega, über die in unmittelbarer Nachbarschaft zur Fabrik die Brücke Podul Muncii führt. In der Nähe befindet sich der Wasserturm in Iosefin.

## Geschichte
Die Tabakfabrik ist das älteste Werk seiner Art in Rumänien und war nach Fiume (dem heutigen Rijeka) die größte Fabrik unter der österreichisch-ungarischen Monarchie. Sie wurde 1846 gegründet, noch vor der Einführung des staatlichen Tabakmonopols.
Die Tabakverarbeitung begann im Jahr 1848. Anfänglich wurden in Timisoara Schnupftabak, Pfeifentabak und Zigarren hergestellt. Feinschnitt für Zigaretten kam bald dazu.
Im Jahr 1850 lag die Zahl der Beschäftigten noch bei 297. Bereits im Jahr 1880 waren insgesamt 1.890 Arbeiter mit der Produktion von Tabakprodukten beschäftigt, 1900 dann circa 2.000. 1910 waren etwa 15–20 Prozent aller Arbeitnehmer der Stadt Temeswar in der Tabakfabrik beschäftigt. Damit kam ihr eine wichtige wirtschaftliche und soziale Rolle in der Stadt zu. Zeitweise war sie sogar der größte Arbeitgeber der Stadt. Im Jahr 1900 wurden 200 Millionen Zigarren und Zigaretten produziert. 90 Prozent der Arbeiterschaft bestand aus Frauen, der Durchschnittsverdienst eines Arbeitnehmers lag in den Friedensjahren bei 600 Kronen pro Jahr.
Um mit dem wachsenden Rohtabakanbau im Umland Schritt zu halten, wurde die Produktion mehrere Male erhöht. Außerdem wurden die Produktionsstätten erweitert und die Arbeitsabläufe rationalisiert.
Ende 1919 wurde die Fabrik Teil der Staatlichen Tabakmonopol Verwaltung und die Produktionsanlagen wurden mit Schneidemaschinen, Werkzeugen zum Schärfen der Messer, Verpackungsmaschinen, Staubabsorptionsanlagen und Maschinen für die Fertigung von Zigaretten auf den damals neusten Stand der Technik gebracht. Zwischen 1920 und 1945 war die Produktion in drei Gruppen aufgeteilt: Zigaretten, Zigarren und Tabak. Im Zweiten Weltkrieg wurde die Produktionsstätte während eines alliierten Luftangriffes auf Timișoara bombardiert.
Nach der Rumänischen Revolution ging die Tabakfabrik in der Galaxy Tobacco Gruppe auf. Zwölf Zigarettenmarken wurden hier produziert, darunter auch Carpați und Snagov. 2003 wurde die Fabrik geschlossen.